# Nicolas Jomouton
Nicolas-Joseph Jomouton, né à Namur le 9 avril 1816 et mort dans cette même ville le 4 avril 1877, est un entrepreneur en peinture-décoration belge.

## Biographie
Nicolas-Joseph Jomouton fonde en 1839 dans sa ville natale une entreprise de peinture et décoration.
En 1843, il dessine le costume des Molons de la Royale Moncrabeau, société folklorique et philanthropique namuroise fondée le 27 septembre 1843. Il est lui-même membre de l'Académie des 40 Molons aux côtés de son ami Nicolas Bosret. Il apparaît en effet assis à la droite de Nicolas Bosret sur une photo du groupe antérieure à 1865, ainsi que dans un "tableau" conservé par la Royale Moncrabeau et publié en 1901 par Godenne, qui montre les photos des membres de 1872.

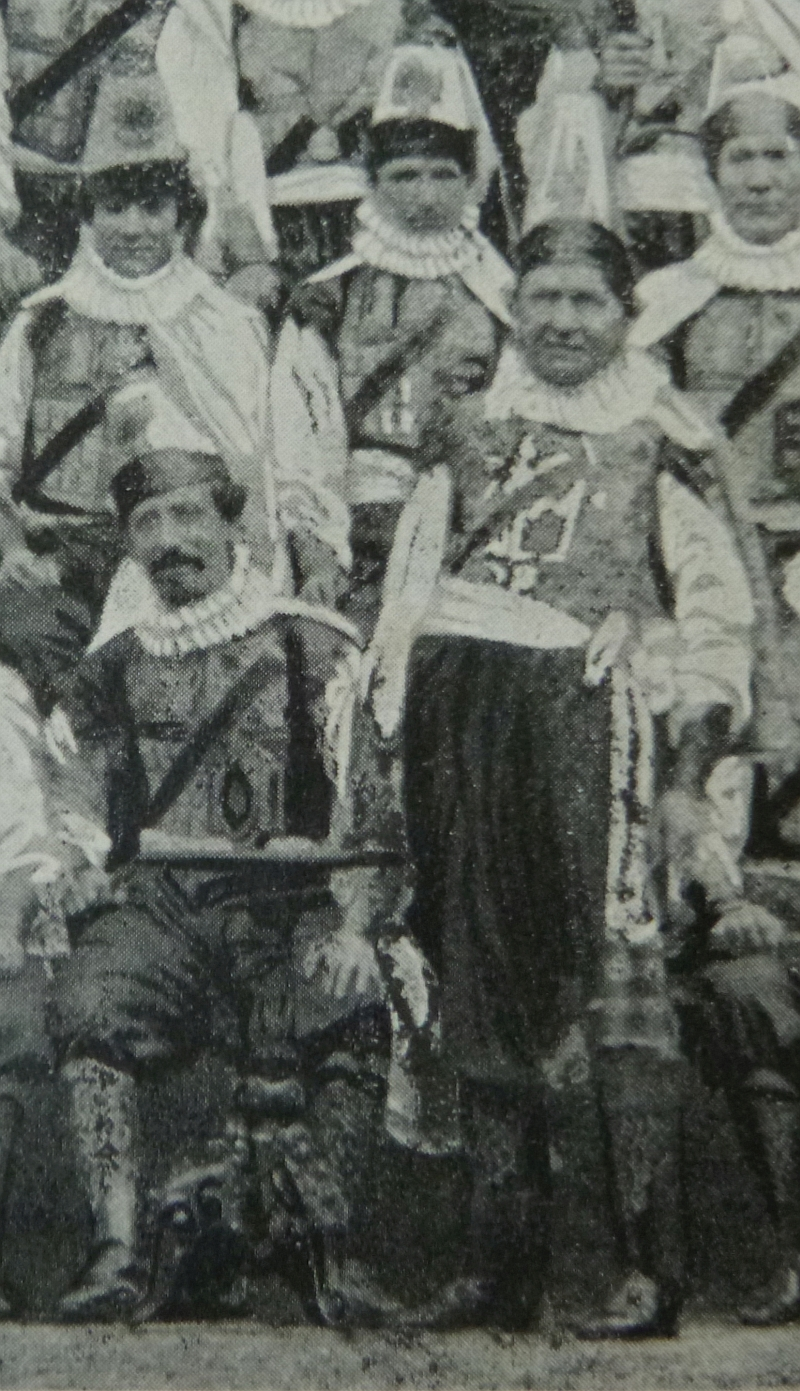
Nicolas Jomouton assis à la droite de Nicolas Bosret se tenant debout.

Le costume créé par Nicolas-Joseph Jomouton combine les couleurs belges et françaises : « souliers et chaussettes noires, guêtres de cuir rouge ornées d'arabesques d'or ; culottes cavaliers noires portant sur chaque jambe deux losanges sur pointe dorés, l'un dans l'autre ; justaucorps de cuir noir arborant sur la poitrine le blason de la société ; ceinture blanche frangée d'argent ; manches de chemise blanches garnies de manchettes de cuir rouge, décorées à la façon des guêtres ; cape bleue à la mousquetaire, bordée de deux galons dorés et doublée de soie blanche ; collerette blanche tuyautée sur trois rangs ; chapeau noir en forme de cône tronqué, garni de rouge et or, portant le chiffre « 40 » et le sigle « M » ». 
Le costume est complété d'un blason "garnissant la poitrine, réchauffant le cœur". Le blason actuel, variante du blason original, comporte un écu écartelé illustrant la devise Plaisir et charité de la confrérie : dans le premier quartier deux pipes, une pinte de bière et un verre de vin symbolisant le boire ensemble ou symposion, dans le deuxième un jeu de cartes, la lyre pour la musique (qui remplace des dominos disséminés) dans le troisième et la tirelire pour la philanthropie dans le quatrième
. 
En juillet 1848, Nicolas Jomouton s'installe Rue Fossés-Fleuris, 407 (en face du Marché au Beurre) .
En 1863, il réside rue de Bruxelles, 18.
Ses trois fils poursuivent une carrière dans le domaine de la peinture : Adolphe Jomouton (1844-1918), tout en s'adonnant marginalement à la peinture de chevalet, donne de l'expansion à l'entreprise et s'installe en 1873 au 6, rue de l'Arsenal (Hôtel Mazure) ; Gustave Jomouton (né en 1845) devient professeur d'imitation de bois et marbres à l'Académie des Beaux-Arts de Namur ; Frédéric Jomouton (né en 1858) est artiste-peintre et aquarelliste.
Nicolas Jomouton meurt à Namur, rue de Bruxelles, le 4 avril 1877 ; il est enterré au Cimetière de Namur, dit "Cimetière de Belgrade", à Saint-Servais. L'inscription sur la tombe mentionne erronément "1er avril 1877" comme date de décès.